# Joseph M. Bonnemain
Joseph M. Bonnemain (Barcelona, 26 de julio de 1948) es un obispo católico suizo, de origen español. Desde el 15 de febrero de 2021 es obispo de Coira.

## Biografía

### Formación académica y sacerdotal
Joseph Bonnemain, nació en Barcelona en 1948, hijo de un suizo y una española. Tras graduarse en la escuela secundaria (1967), se licenció en Medicina en la Universidad de Zúrich, doctorándose posteriormente (1975). Completó sus estudios filosóficos y teológicos en Roma. El 15 de agosto de 1978 fue ordenado sacerdote junto al actual arzobispo de Los Ángeles José Horacio Gómez (Presidente de la Conferencia de los Obispos Católicos de Estados Unidos) por el Cardenal Franz König en el santuario de Torreciudad e incardinado en la Prelatura Personal Opus Dei.
En 1980 realizó un segundo doctorado en Derecho Canónico en la Universidad de Navarra. Paralelamente realizó su servicio pastoral en Navarra y en la propia Universidad.

### Labor pastoral en Suiza
En 1981 regresó a Suiza, para trabajar en diversos puestos: en la curia episcopal de Coira fue juez diocesano (1981), y vicario judicial (1982). Posteriormente fue miembro de la delegación de la Santa Sede ante la Organización Mundial de la Salud (OMS) en Ginebra (1983-1991); capellán del Hospital Limmattal de Zúrich (1985-2021), donde fue apodado "Superman" entre los capellanes de los hospitales; vicario judicial de la diócesis de Chur (1989); secretario de la Comisión de Abusos Sexuales, creada por la Conferencia Episcopal Suiza (2002); canónigo del capítulo de la catedral de Chur (2003); miembro del Consejo Episcopal (2008); capellán de Su Santidad (2009); vicario episcopal de las corporaciones de Derecho Canónico civil y de los cantones de la diócesis (2011).

### Obispo de Coira
El Papa Francisco lo nombró obispo de Chur el 15 de febrero de 2021. Antes de su nombramiento, el capítulo de la catedral de Coira renunció a su derecho a elegir un obispo en un proceso sin precedentes (noviembre de 2020). Según informes de los medios, su nombre ya figuraba entre los tres candidatos al puesto. Tras más de veinte meses vacante, sucede en el cargo al obispo Vitus Huonder, que desde entonces reside en el Instituto Santa María de la Fraternidad San Pío X. Hasta que el obispo Bonnemains asuma canónicamente el cargo, Pierre Bürcher, obispo emérito de Rejkjavik, continuará administrando la diócesis como Administrador Apostólico.
En su primer saludo a la diócesis de Chur, el nuevo obispo señaló abiertamente «sufrimos tensiones, divisiones, polarizaciones que no podemos permitirnos, ya que nos impiden buscar la fraternidad y esperanza que los hombres necesitan y de las que con razón esperan que la Iglesia sea modelo». Reconoció también que «en los últimos años se ha dicho, hablado y escrito mucho; demasiado». Por eso, afirmó que prefiere sobre todo actuar, porque hay mucho que hacer. Finalmente, pidió a los feligreses que se centren menos en la cobertura mediática sobre su nombramiento, y que se centren en las diversas necesidades que están teniendo en la actualidad un buen número de personas a causa de la pandemia del COVID-19, o que se encuentran en dificultades por diversos motivos.
Tras su nombramiento episcopal, la Conferencia Episcopal Suiza expresó su gran alegría por el nombramiento de Bonnemain y le agradeció su "valiente y prudente apoyo a lo largo de dieciocho años como secretario del comité especializado en abusos sexuales en el entorno eclesiástico de la Conferencia Episcopal.
El presidente de la Conferencia Episcopal Suiza, Felix Gmür, elogió al nuevo obispo de Chur como un clérigo equilibrado "que sabe cómo integrar opiniones".
El "Forum sacerdotal de la Diócesis de Chur" también está complacido de observar el nombramiento de Bonnenmain y lo describe como una "personalidad equilibrada y reconciliadora que conoce muy bien la diócesis, está bien conectado y siempre se ocupa de cuestiones de Derecho Canónico desde un punto de vista pastoral".
Bonnemain habla catalán, español, francés, alemán e italiano.